# Eupithecia pallida
Eupithecia pallida là một loài bướm đêm trong họ Geometridae.